# Čeľovce
Čeľovce (ungarisch Cselej) ist eine Gemeinde im Osten der Slowakei mit 551 Einwohnern (Stand 31. Dezember 2024), die zum Okres Trebišov, einem Kreis des Košický kraj, gehört. Sie ist Teil der traditionellen Landschaft Zemplín.

## Geographie
Die Gemeinde befindet sich im südwestlichen Teil des Ostslowakischen Tieflands, am Bach Chlmec im Einzugsgebiet der Ondava. Das Ortszentrum liegt auf einer Höhe von 143 m n.m. und ist 11 Kilometer von Trebišov entfernt.
Nachbargemeinden sind Plechotice im Norden, Trebišov im Osten, Zemplínska Nová Ves (Ortsteil Úpor) im Südosten, Nižný Žipov im Süden, Kuzmice im Südwesten, Slivník im Westen und Egreš im Nordwesten.

## Geschichte
Čeľovce wurde zum ersten Mal 1220 als Chula schriftlich erwähnt, weitere historische Bezeichnungen sind unter anderen Chelye (1342), Kyschelej (1349), Chele utraque (1405), Cželowcze (1773) und Cželejowce (1808). Von 1349 bis 1467 war der Ort in Teile Malé Čelovce und Veľké Čelovce geteilt, die danach wieder fusionierten. Das Dorf war Besitz der örtlichen landadligen Familie Cseley, die mit anderen Mitgliedern des niederen Adels Gutsanteile bis ins 20. Jahrhundert behielt.
1715 gab es acht Haushalte in Čeľovce, 1787 hatte die Ortschaft 64 Häuser und 524 Einwohner, 1828 zählte man 84 Häuser und 608 Einwohner, die als Landwirte tätig waren. Die Bevölkerung nahm am Ostslowakischen Bauernaufstand von 1831 teil. Von 1880 bis 1890 wanderten viele Einwohner aus.
Bis 1918/1919 gehörte der im Komitat Semplin liegende Ort zum Königreich Ungarn und kam danach zur Tschechoslowakei beziehungsweise heutigen Slowakei. 

## Bevölkerung
| Jahr                | 1994 | 2004    | 2014    | 2024    |
| ------------------- | ---- | ------- | ------- | ------- |
| Anzahl der Personen | 487  | 526     | 559     | 551     |
| Unterschied         |      | +8,00 % | +6,27 % | −1,43 % |

| Jahr                | 2023 | 2024    |
| ------------------- | ---- | ------- |
| Anzahl der Personen | 562  | 551     |
| Unterschied         |      | −1,95 % |

Nach der Volkszählung 2011 wohnten in Čeľovce 540 Einwohner, davon 498 Slowaken, 25 Roma, drei Magyaren und ein Russine. 13 Einwohner machten keine Angabe zur Ethnie.
256 Einwohner bekannten sich zur römisch-katholischen Kirche, 162 Einwohner zur griechisch-katholischen Kirche, 16 Einwohner zur reformierten Kirche, fünf Einwohner zur Evangelischen Kirche A. B., drei Einwohner zu den Siebenten-Tags-Adventisten sowie jeweils ein Einwohner zu den Baptisten und zu den Zeugen Jehovas. 74 Einwohner waren konfessionslos und bei 22 Einwohnern wurde die Konfession nicht ermittelt.

## Bauwerke und Denkmäler
- römisch-katholische Annakirche aus dem Jahr 1802, 1932–1935 umfassend umgebaut[6]
- reformierte (calvinistische) Kirche aus dem Jahr 1877[7]
- griechisch-katholische Kirche Schutz der allheiligen Gottesmutter aus dem Jahr 1935
- griechisch-katholische Kirche Verklärung des Herrn aus dem Jahr 1935

## Verkehr
Durch Čeľovce führt die Cesta II. triedy 552 („Straße 2. Ordnung“) zwischen Zemplínska Teplica und Zemplínsky Branč, mit zwei Abzweigen: Cesta III. triedy 3569 („Straße 3. Ordnung“) nach Kuzmice und die Cesta III. triedy 3676 nach Plechotice. Der Ort hat eine Haltestelle an der Bahnstrecke Trebišov–Slivník.